# Pirkko Ruohonen-Lerner
Pirkko Anneli Ruohonen-Lerner, född 6 februari 1957 i Hyvinge, är en finländsk politiker (Sannfinländarna). Hon var ledamot av Finlands riksdag 2007–2015 och efterträdde 2015 Sampo Terho som ledamot av Europaparlamentet strax efter att ha blivit vald för en tredje mandatperiod i riksdagen, med 3 301 röster från Nylands valkrets. I Europaparlamentsvalet 2019 fick hon 19 131 röster, vilket inte räckte till inval.